# Winternitz Arnold
Winternitz Arnold, Winternitz Miksa Arnold (Klein–Tomanin, Morvaország, 1872. augusztus 2. – Budapest, 1938. november 25.) sebész, egyetemi tanár.

## Életútja
Winternitz Arnold és Gambs Mária fia. Tanulmányait a Budapesti Tudományegyetemen végezte, ahol 1896-ban szerezte meg orvosi oklevelét. Később a Fővárosi Kórbonctani Intézetben, ezt követően a Sebészeti Klinikán helyezkedett el. 1901-től a Stefánia-kórház, 1911-től a Telep utcai kórház, 1919-től a Szent István Kórház főorvosa volt. 1906-ban a sebészeti kórtan egyetemi magántanára, 1915-ben címzetes rendkívüli tanár lett. Az appendicitis bakteriológiájáról, az epekőről, a tüdőtuberkulózis sebészi kezeléséről jelentek meg tanulmányai. Hazánkban az elsők között volt, akik agyi és mellkasi műtéteket végeztek. Halálát tüdőrák okozta. 
Felesége Koch Janka volt, Koch Antal geológus és Molnár Gizella lánya, akit 1906. augusztus 24-én Budapesten vett nőül.

## Fontosabb művei
- A nyak sebészi bántalmai (1901)
- Az ectopia vesicae és annak műtéti kezelése (1901)
- A tüdőgümőkór sebészi kezelése (Gyógyászat, 1924)
- Vese és uréter kövek jelentősége a hasi diagnosticában (Orvosi Hetilap, 1926)